# Intresseorganisation
En intresseorganisation är en organisation som vänder sig till en viss målgrupp för att erbjuda stöd och social samvaro.
Intresseorganisationer försöker aktivt påverka både politiker, samt andra myndigheter, och den allmänna opinionen genom lobbying och mediakampanjer eftersom organisationerna är beroende av att attrahera nya medlemmar.

## Exempel på intresseorganisationer i Sverige
- Frisörföretagarna
- Svensk Sjöfart
- Svenska Skidanläggningars Organisation
- Säkerhets- och försvarsföretagen
- Teknikföretagen